# Tribolium echinatum
Tribolium echinatum là một loài thực vật có hoa trong họ Hòa thảo. Loài này được (Thunb.) Renvoize miêu tả khoa học đầu tiên năm 1985.